# München – Im Angesicht des Krieges
München – Im Angesicht des Krieges (Originaltitel: Munich: The Edge of War) ist ein britisch-deutscher Spionage-Thriller von Christian Schwochow, der im Oktober 2021 beim London Film Festival seine Premiere feierte, am 6. Januar 2022 in deutschen Kinos anlief und am 21. Januar 2022 in das Programm von Netflix aufgenommen wurde. Der Film basiert auf dem Roman München von Robert Harris.

## Handlung
Der britische Premierminister Neville Chamberlain reist im Jahr 1938 nach München, wo er, um einem Krieg vorzubeugen, das Münchner Abkommen unterzeichnet. In seinem Gefolge reist Hugh Legat, der einen deutschen Diplomaten treffen soll, um an ein geheimes Belastungsdokument zu kommen. Dieser Diplomat ist Paul von Hartmann, sein Studienfreund aus seiner Zeit am College in Oxford.

## Literarische Vorlage
Der Film basiert auf dem Roman Munich von Robert Harris, der vom Heyne Verlag unter dem Titel München in einer deutschen Übersetzung von Wolfgang Müller veröffentlicht wurde und einen realen Hintergrund hat. Harris schildert in seinem Roman vier Tage rund um die Unterzeichnung des Münchner Abkommens im September 1938, bei dem die Regierungschefs Adolf Hitler, Neville Chamberlain, Édouard Daladier und Benito Mussolini die Abtretung der sudetendeutschen Gebiete der Tschechoslowakei an Deutschland vereinbarten. Harris wechselt dabei zwischen der deutschen und der britischen Perspektive hin und her, um die eilige Vorbereitung des Abkommens mit mehr Spannung aufzuladen. Chamberlain habe die hehre Absicht gehabt, Europa zu befrieden, was jedoch missglückte, weil Hitler um jeden Preis Krieg wollte, so Harris: „Aber den Versuch war es wert, und es gab dann den späteren Alliierten auch die moralische Autorität, gegen Hitler zu kämpfen, die sie sonst nicht gehabt hätten.“ Harris fügte der Geschichte zwei fiktive, junge Diplomaten hinzu. Hugh Legat arbeitet für Chamberlain in Downing Street Nummer 10, Paul von Hartmann wiederum bereitet als Diplomat im Berliner Auswärtigen Amt mit einem kleinen Kreis von Oppositionellen ein Attentat auf Hitler vor.

## Produktion

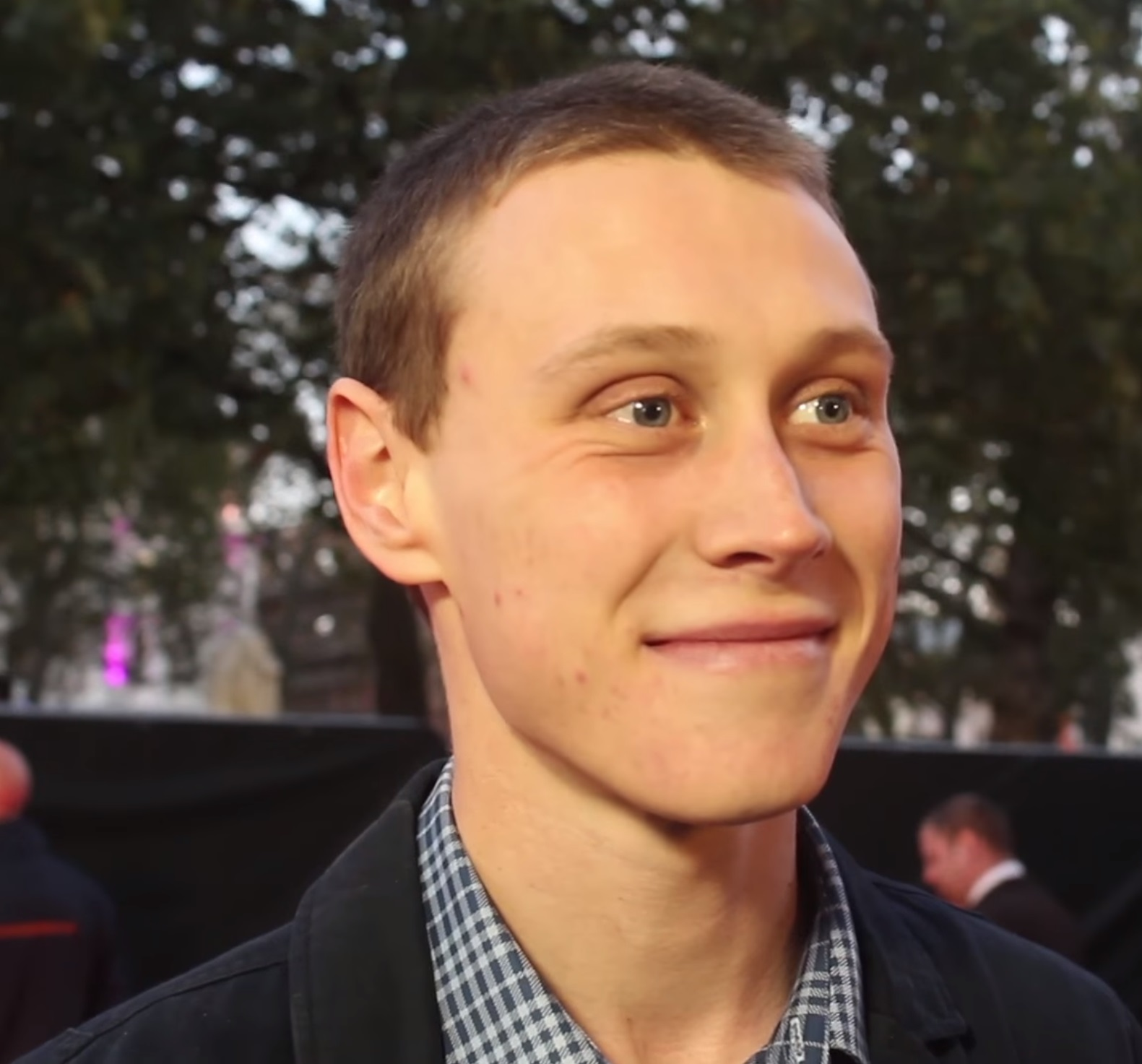
Robert Harris fügte der Geschichte den Diplomaten Hugh Legat hinzu, im Film von George MacKay gespielt

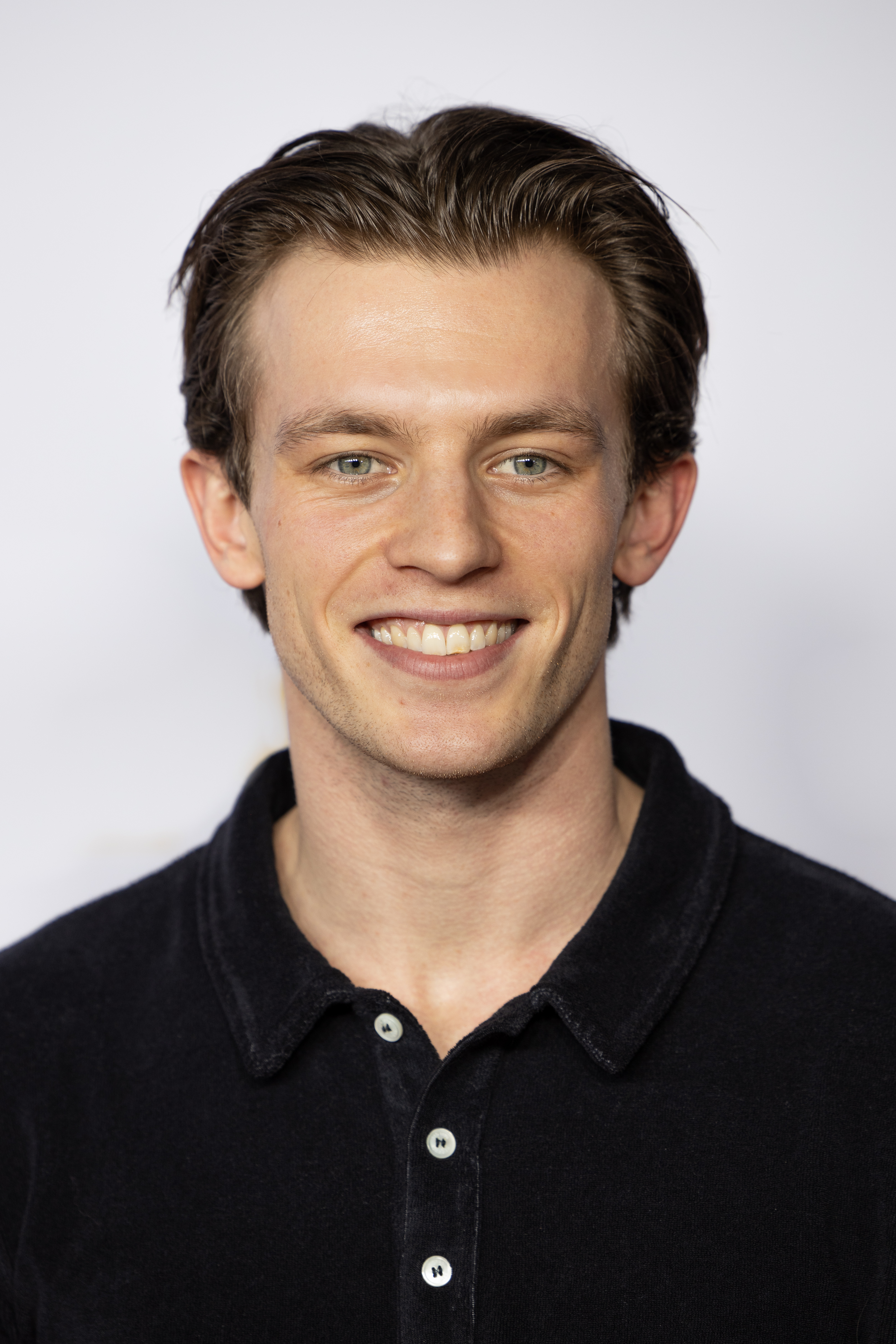
Ebenso fügte er den von Jannis Niewöhner gespielten Paul von Hartmann ein

Regie führte Christian Schwochow. Der Roman von Robert Harris wurde von Ben Power für den Film adaptiert.
Wie in seinem letzten Film Je suis Karl besetzte Schwochow eine der Hauptrollen mit Jannis Niewöhner, der einen Diplomaten spielt. Jeremy Irons spielt den britischen Politiker Neville Chamberlain. In weiteren Rollen sind Liv Lisa Fries als Lena, August Diehl als Franz Sauer, Ulrich Matthes als Adolf Hitler und George MacKay als Hugh Legat zu sehen. Martin Kiefer spielt Heinrich Himmler.
Die Dreharbeiten begannen im Oktober 2020 und endeten im Dezember 2020. Gedreht wurde unter anderem in Berlin, München und Potsdam. In Potsdam – der ersten und einzigen UNESCO-Filmstadt in Deutschland –, entstanden zahlreiche Aufnahmen im Kulissenviertel „Metropolitan Backlot“ von Studio Babelsberg, darunter Szenen, die in Berlin und München spielen. Als Flure der Münchner Konferenzräume fungierten Gänge der Universität Potsdam (Haus 1 am Campus Griebnitzsee). Für Krankenhaus-Szenen entstanden Außenaufnahmen am Schloss Marquardt im Potsdamer Norden.
Der Arbeitstitel war Munich 38. Als Kameramann fungierte Frank Lamm, mit dem Schwochow zuletzt für Je suis Karl und Deutschstunde zusammenarbeitete.
Die Filmmusik komponierte Isobel Waller-Bridge. Mitte Januar 2022 wurde mit Play Your Cards das erste Musikstück aus dem Soundtrack-Album veröffentlicht. Das gesamte Soundtrack-Album mit insgesamt 25 Musikstücken soll am 21. Januar 2022 von Milan Records als Download veröffentlicht werden. Unter diesen befindet sich auch der Song Du Träumst, den Waller-Bridge gemeinsam mit Tara Nome Doyle schrieb und in zwei verschiedenen Versionen enthalten ist.
Als Filmproduktionsgesellschaft fungiert die Turbine Studios UG. Die Premiere erfolgte am 13. Oktober 2021 beim London Film Festival. Der erste Trailer wurde Anfang Dezember 2021 vorgestellt; ab dem 6. Januar 2022 lief der Film in ausgewählten deutschen Kinos. Am 21. Januar 2022 wurde der Film weltweit in das Programm von Netflix aufgenommen.

## Synchronisation
Die deutsche Synchronisation entstand nach einem Dialogbuch von Stephanie Kellner und der Dialogregie von Martin Schmitz im Auftrag der FFS Film- & Fernseh-Synchron GmbH, Berlin.
| Rolle                 | Darsteller            | Synchronsprecher  |
| --------------------- | --------------------- | ----------------- |
| Hugh Legat            | George MacKay         | Konrad Bösherz    |
| Col. Menzies          | Richard Dillane       | Tom Vogt          |
| Joan Menzies          | Anjli Mohindra        | Laurine Betz      |
| Lena                  | Liv Lisa Fries        | Liv Lisa Fries    |
| Neville Chamberlain   | Jeremy Irons          | Frank Glaubrecht  |
| Dr. Paul Schmidt      | Marc Limpach          | Marc Limpach      |
| Sir Alexander Cadogan | Nicholas Farrell      | Joachim Tennstedt |
| Sir Osmund Cleverly   | Mark Lewis Jones      | Oliver Stritzel   |
| Sir Horace Wilson     | Alex Jennings         | Tobias Lelle      |
| Henderson             | Robert Bathurst       | Hans Bayer        |
| Pamela Legat          | Jessica Brown Findlay | Patrizia Carlucci |

## Rezeption

### Kritiken
Die bei Rotten Tomatoes aufgeführten Kritiken sind zu 86 Prozent positiv.
Anna Smith von deadline.com schreibt, einige Figuren und Situationen mögen fiktiv sein, doch Munich – The Edge of War erzähle keine revisionistische Geschichte im weiteren Sinne. George MacKay sei der sympathische Jedermann, während Jannis Niewöhner eine charismatische Bildschirmpräsenz habe. Es sei erfreulich, dass alle deutschen Rollen mit deutschen Schauspielern besetzt wurden, die Deutsch sprechen und englisch untertitelt werden, statt mit stark akzentuiertem Englisch. Insgesamt sollte der Film bei einem erwachsenen Publikum gut ankommen, wenn er 2022 in die Kinos kommt und bei Netflix veröffentlicht wird, so Smith.
Guy Lodge von Variety schreibt, trotz unseres Wissens über den genauen Ablauf der Geschichte sei der Film für den Moment spannend genug. Für MacKay mag München als eine logische Fortsetzung seines Durchbruchs im ebenfalls während des Krieges angesiedelten 1917 erscheinen, doch in der Rolle von Hugh Legat, den er als einen mürrischen Whitehall-Sekretär spielt, sei er weniger ausdrucksstark als die beiden Hauptfiguren des Films. Jeremy Irons verleihe dem unheldenhaften Premierminister Neville Chamberlain eine melancholische, ergreifend erschöpfte Anmut, und Niewöhner sei exzellent als Paul von Hartmann, auch wenn es von Vorteil gewesen wäre, dessen Hintergrundgeschichte konkreter zu skizzieren und zu zeigen, wie es zu seiner politischen Kehrtwende kam.
Zeit-Rezensent Matthias Dell schrieb: „München ist […] eine gelungene Literaturverfilmung, souverän und durchaus spannend erzählt, trotz des bekannten Ausgangs der Geschichte.“ Fritz Göttler urteilt in der Süddeutschen Zeitung: „Christian Schwochow inszeniert die Geschichte, deren Ausgang jeder kennt, als Chronik der Roaring Thirties, in Berlin, flirrend und mit Lust am Detail.“
Im Spiegel bescheinigte Wolfgang Höbel Schwochows Werk in einer gemeinsamen Besprechung mit Matti Geschonnecks Die Wannseekonferenz, er sei „kein herausragend geglückter, ein manchmal verblüffend spannungsarmer, aber doch über weite Strecken unterhaltsamer Film“. Er zeige ein Geschichts- und Menschenbild, wie es den aufgeweckten Betreibern von Netflix offenbar gefalle. Jeremy Irons verkörpere den Politiker Chamberlain „mit hingeschlurfter Eleganz“, Ulrich Matthes als Hitler mit leicht struppiger Perücke, schlotternden Schultern und frechen Blicken scheine auf äußerliche Ähnlichkeit zu pfeifen und sei trotzdem ein kriegstreiberischer Bösewicht.

### Auszeichnungen
World Soundtrack Awards 2022
- Nominierung als „Discovery of the Year“ (Isobel Waller-Bridge)[23]